# Eleições estaduais na Guanabara em 1970
As eleições estaduais na Guanabara em 1970 ocorreram em duas etapas conforme previa o Ato Institucional Número Três e assim a eleição indireta do governador Chagas Freitas e do vice-governador Erasmo Martins Pedro foi em 3 de outubro e a escolha dos senadores Nelson Carneiro, Benjamin Farah e Danton Jobim, além de 20 deputados federais e 44 estaduais aconteceu em 15 de novembro a partir de um receituário aplicado aos 22 estados e aos territórios federais do Amapá, Rondônia e Roraima. Ao contrário do havido na maior parte do país, o MDB obteve uma ampla vitória, embora a escolha do governador tenha recebido também a anuência do presidente Emílio Garrastazu Médici.
Natural do Rio de Janeiro e sobrinho do cientista Carlos Chagas, o jornalista e advogado Chagas Freitas estreou no jornalismo ainda estudante e em 1935 formou-se em Direito pela Universidade Federal do Rio de Janeiro e trabalhou no escritório de advocacia de Otávio Kelly e José Eduardo do Prado Kelly. Foi juiz de paz em Maricá, promotor de justiça e integrou a Polícia Militar do Rio de Janeiro. Politicamente simpático a Ademar de Barros, integrou a Esquerda Democrática, agremiação que posteriormente tornou-se o PSB, entretanto, ingressou no PSP, pelo qual foi suplente de deputado federal em 1950. Após comprar o vespertino A Notícia fundou o jornal O Dia e com eles ampliou sua ação política elegendo-se deputado federal pelo Distrito Federal em 1954 e 1958 passando a representar a Guanabara a partir da inauguração de Brasília em 21 de abril de 1960 sendo reeleito em 1962 pelo PSD, onde ingressou a convite de Tancredo Neves a quem seguiria na filiação ao MDB conquistando um novo mandato em 1966. Como o partido oposicionista era maioria na Guanabara, ele indicou os futuros governantes do estado obrigando a ARENA a votar em branco no pleito indireto de outubro.

## Resultado da eleição para governador
A eleição ficou a cargo da Assembleia Legislativa da Guanabara à qual compareceram todos os seus 36 integrantes embora alguns dos doze membros da bancada da ARENA não tenham votado na chapa oficial por imposição da fidelidade partidária.
| Candidatos a governador do estado | Candidatos a vice-governador | Número | Coligação           | Votação | Percentual |
| --------------------------------- | ---------------------------- | ------ | ------------------- | ------- | ---------- |
| Chagas Freitas MDB                | Erasmo Martins Pedro MDB     | -      | MDB (sem coligação) | 24      | 100%       |
| Fontes:                           |                              |        |                     |         |            |

## Biografia dos senadores eleitos

### Nelson Carneiro
Nascido em Salvador, o advogado Nelson Carneiro formou-se pela Universidade Federal da Bahia e nesse estado foi repórter de O Jornal, Jornal da Bahia e O Imparcial antes de eleger-se deputado federal pelo PSD em 1950. Derrotado ao buscar a reeleição, veio para o Rio de Janeiro, onde antes fora preso no governo Getúlio Vargas por defender a Revolução Constitucionalista de 1932 e depois cobriu a Assembleia Nacional Constituinte que elaborou a Constituição de 1946. Na então capital federal retomou o seu projeto divorcista apostando no perfil menos conservador do eleitorado carioca e assim foi eleito deputado federal pelo então Distrito Federal em 1958. No exercício de seu mandato, foi autor da emenda constitucional que instaurou o parlamentarismo no Brasil após a renúncia de Jânio Quadros de modo a contornar o veto dos militares à posse do presidente João Goulart, em 1961. Reeleito pela Guanabara em 1962 e 1966, foi o primeiro presidente do diretório estadual do MDB, sendo eleito senador em 1970.

### Benjamin Farah
Nascido em Corumbá e formado na Universidade Federal do Rio de Janeiro em 1937, o médico Benjamin Farah foi professor de Química no Colégio Pedro II e médico das Forças Armadas, além de clinicar para diferentes sindicatos. Eleito deputado federal pelo PTB do Distrito Federal em 1945, renovou o mandato via PSP em 1950, 1954 e 1958 e de novo pelo PTB da Guanabara em 1962. Após o bipartidarismo, escolheu o MDB e foi derrotado na eleição para senador em 1966, mas venceu tal disputa em 1970.

### Danton Jobim
Paulista de Avaré, o advogado Danton Jobim formou-se em Direito pela Universidade Federal do Rio de Janeiro, atuando também como jornalista e professor. Escreveu para O Trabalho (jornal do Partido Comunista Brasileiro) e esteve ao lado de Irineu Marinho em A Noite, trabalhando em outros jornais como o Diário Carioca. Presidente da Associação Brasileira de Imprensa em lugar de Herbert Moses, foi do PR até a eclosão do Regime Militar de 1964, quando passou a militar no MDB, partido da oposição. Derrotado na eleição para senador em 1966, elegeu-se em 1970 para um mandato de quatro anos.

## Resultado das eleições para senador
Com informações oriundas do Tribunal Superior Eleitoral, que apurou 3.567.621 votos válidos, 560.685 votos em branco e 465.408 votos nulos.
| Candidatos a senador da República | Candidatos a suplente de senador | Número | Coligação             | Votação | Percentual |
| --------------------------------- | -------------------------------- | ------ | --------------------- | ------- | ---------- |
| Nelson Carneiro MDB               | Gurgel do Amaral MDB             | -      | MDB (sem coligação)   | 760.057 | 21,30%     |
| Benjamin Farah MDB                | Osvaldo Aranha Filho MDB         | -      | MDB (sem coligação)   | 752.430 | 21,09%     |
| Danton Jobim MDB                  | José Maria de Carvalho MDB       | -      | MDB (sem coligação)   | 718.509 | 20,14%     |
| Luís da Gama Filho ARENA          | Maurício Joppert da Silva ARENA  | -      | ARENA (sem coligação) | 542.400 | 15,20%     |
| Gilberto Marinho ARENA            | José Luiz Moreira de Souza ARENA | -      | ARENA (sem coligação) | 518.954 | 14,55%     |
| Ângelo Mendes de Moraes ARENA     | Aguinaldo Costa ARENA            | -      | ARENA (sem coligação) | 275.271 | 7,72%      |
| Fontes:                           |                                  |        |                       |         |            |

## Deputados federais eleitos
São relacionados os candidatos eleitos com informações complementares da Câmara dos Deputados.

Representação eleita
  MDB: 13
  ARENA: 7

Fonteː
| Deputados federais eleitos | Partido | Votação | Percentual | Cidade onde nasceu | Unidade federativa |
| Marcelo Medeiros           | MDB     | 112.283 |            | Juiz de Fora       | Minas Gerais       |
| Amaral Netto               | ARENA   | 69.777  |            | Niterói            | Rio de Janeiro     |
| Rubem Medina               | MDB     | 68.424  |            | Rio de Janeiro     | Rio de Janeiro     |
| Reinaldo Santana           | MDB     | 53.322  |            | Viçosa             | Minas Gerais       |
| Emílio Nina Ribeiro        | ARENA   | 51.739  |            | Rio de Janeiro     | Rio de Janeiro     |
| Flexa Ribeiro              | ARENA   | 51.296  |            | Belém              | Pará               |
| Lopo Coelho                | ARENA   | 33.459  |            | Uruguaiana         | Rio Grande do Sul  |
| Pedro Faria                | MDB     | 28.625  |            | Rio de Janeiro     | Rio de Janeiro     |
| Léo Simões                 | MDB     | 26.158  |            | Santos Dumont      | Minas Gerais       |
| Bezerra de Norões          | MDB     | 23.918  |            | Humaitá            | Amazonas           |
| J. G. de Araújo Jorge      | MDB     | 23.370  |            | Tarauacá           | Acre               |
| Célio Borja                | ARENA   | 22.248  |            | Rio de Janeiro     | Rio de Janeiro     |
| Florim Coutinho            | MDB     | 21.780  |            | Rio de Janeiro     | Rio de Janeiro     |
| Miro Teixeira              | MDB     | 21.507  |            | Rio de Janeiro     | Rio de Janeiro     |
| José Bonifácio             | MDB     | 21.479  |            | Rio de Janeiro     | Rio de Janeiro     |
| Rubens Berardo             | MDB     | 18.423  |            | Recife             | Pernambuco         |
| Cardoso de Menezes         | ARENA   | 17.402  |            | Campinas           | São Paulo          |
| Osnelli Martinelli         | ARENA   | 15.526  |            | Corumbá            | Mato Grosso do Sul |
| Lysâneas Maciel            | MDB     | 14.342  |            | Patos de Minas     | Minas Gerais       |
| Alcir Pimenta              | MDB     | 14.076  |            | Rio de Janeiro     | Rio de Janeiro     |
| Fontes:                    |         |         |            |                    |                    |

## Deputados estaduais eleitos
Segundo o Tribunal Superior Eleitoral o MDB conquistou 30 vagas contra 14 vagas da ARENA.

Representação eleita
  MDB: 30
  ARENA: 14

Fonteː
| Deputados estaduais eleitos | Partido | Votação | Percentual | Cidade onde nasceu | Unidade federativa  |
| Maria Rosa                  | MDB     | 27.104  |            |                    |                     |
| Átila Nunes                 | MDB     | 26.794  |            |                    |                     |
| Álvaro Valle                | ARENA   | 25.312  |            | Rio de Janeiro     | Rio de Janeiro      |
| Lígia Bastos                | ARENA   | 21.662  |            | Rio de Janeiro     | Rio de Janeiro      |
| Sérgio Maranhão             | MDB     | 18.507  |            |                    |                     |
| Pedro Fernandes             | MDB     | 18.159  |            | Parelhas           | Rio Grande do Norte |
| José Pinto                  | MDB     | 17.719  |            |                    |                     |
| Rubem Dourado               | MDB     | 16.635  |            |                    |                     |
| Hilton Gama                 | MDB     | 16.107  |            |                    |                     |
| Levi de Miranda Neves       | MDB     | 14.858  |            |                    |                     |
| Edson Khair                 | MDB     | 14.255  |            |                    |                     |
| Hilza Maurício da Fonseca   | MDB     | 13.934  |            |                    |                     |
| Mac Dowell de Castro        | MDB     | 13.848  |            | Rio de Janeiro     | Rio de Janeiro      |
| Silbert Sobrinho            | MDB     | 13.478  |            |                    |                     |
| Frederico Trotta            | MDB     | 13.395  |            | Rio de Janeiro     | Rio de Janeiro      |
| Geraldo Araújo              | MDB     | 13.339  |            |                    |                     |
| Darcy Rangel                | MDB     | 13.191  |            |                    |                     |
| Wilmar Palis                | ARENA   | 13.063  |            | Uberaba            | Minas Gerais        |
| Sebastião Menezes           | MDB     | 11.811  |            |                    |                     |
| Salomão Filho               | MDB     | 11.804  |            |                    |                     |
| Aparício Marinho            | MDB     | 11.614  |            |                    |                     |
| Gama Lima                   | ARENA   | 11.597  |            |                    |                     |
| Nadyr de Oliveira           | MDB     | 11.411  |            |                    |                     |
| José Maria Duarte           | MDB     | 11.245  |            |                    |                     |
| Telêmaco Maia               | MDB     | 10.949  |            |                    |                     |
| Rossini Lopes da Fonte      | MDB     | 10.820  |            |                    |                     |
| Maurício Pinkusfeld         | ARENA   | 10.526  |            |                    |                     |
| Heitor Furtado              | ARENA   | 10.434  |            |                    |                     |
| Jair Costa                  | MDB     | 9.837   |            |                    |                     |
| Paschoal Cittadino          | MDB     | 9.699   |            |                    |                     |
| José de Sousa Marques       | MDB     | 9.544   |            |                    |                     |
| Pedro Ferreira              | MDB     | 9.508   |            |                    |                     |
| Nestor Nascimento           | MDB     | 9.133   |            |                    |                     |
| Roberto Gonçalves Lima      | MDB     | 9.106   |            |                    |                     |
| Jorge Leite                 | MDB     | 8.989   |            | Rio de Janeiro     | Rio de Janeiro      |
| Cidinho Sant'Anna Filho     | ARENA   | 8.848   |            |                    |                     |
| Edson Guimarães             | ARENA   | 8.778   |            |                    |                     |
| Elcy de Carvalho            | MDB     | 8.751   |            |                    |                     |
| Afonso Nunes Velasques      | ARENA   | 8.563   |            |                    |                     |
| Victorino James             | ARENA   | 8.010   |            |                    |                     |
| Ítalo Bruno                 | ARENA   | 7.993   |            | Rio de Janeiro     | Rio de Janeiro      |
| João Xavier                 | ARENA   | 7.955   |            |                    |                     |
| Carlos Brito                | ARENA   | 7.570   |            |                    |                     |
| José Augusto Bretas         | ARENA   | 7.446   |            |                    |                     |
| Fontes:                     |         |         |            |                    |                     |